# Пролет Велкова
Пролет Велкова е българска журналистка и радио водеща, членка на Съвета за електронни медии (мандат 2022 – 2028 година).

## Биография
Пролет Велкова е родена на 31 октомври 1953 година. Завършва педагогика в Софийски университет „Св. Климент Охридски“.
Велкова започва журналистическата си кариера в предаването „Добър ден“ на Българско национално радио (БНР), където остава до 1993 г., след което преминава в новосъздаденото „Дарик радио“. Продуцентка и водеща е на сутрешния блок „Дарик кафе“, по-късно и на публицистичното предаване „Кой говори?“, а между 1996 и 1998 г. е и главен редактор на медията.
Велкова е била председател на управителния съвет на „Център за развитие на медиите“ и член на управителния съвет на фондация „Отворено общество“. Учредител и изпълнителен директор на фондация „Дарик“.
На 5 май 2022 г. XLVII народно събрание я избира за членка на Съвета за електронни медии (СЕМ) с шестгодишен мандат по предложение на парламентарната група на „Демократична България“.

### Награди
През 2003 г. е обявена за „Гласът на Дарик“.
През 2011 г. е определена за една от 100-те най-влиятелни жени на България в класацията на вестник „Капитал“.
През 2012 г. получава наградата „Златна ябълка" на Национална мрежа за децата, в категорията „Журналисти".